# بلدة ميدينا (ميشيغان)
ميدينا (بالإنجليزية: Medina Township, Michigan)‏ هي بلدة تقع بولاية ميشيغان في الولايات المتحدة. تبلغ مساحتها 123.4 (كم²)، وترتفع عن سطح البحر 243 م، بلغ عدد سكانها 1227 نسمة في عام تعداد الولايات المتحدة 2000 حسب إحصاء مكتب تعداد الولايات المتحدة وتصل الكثافة السكانية فيها 10 نسمة/كم2.

## أعلام
- جون هنري باروز

## وصلات خارجية
- The US50 - Cities and Towns in Michigan State
- Michigan Cities and Towns, Facts, Map, Flag, Colleges, Government, and More